# Рот, Джордж
Джордж Рот (англ. George Helm Roth; 25 апреля 1911 — 31 октября 1997) — американский гимнаст, чемпион Олимпийских игр 1932 года в соревнованиях с атлетическими булавами.
Джордж Рот учился в Калифорнийском университете в Беркли и выступал в спортивных соревнованиях в составе Лос-Анджелесского атлетического клуба (LAAC). Он выиграл много соревнований в Калифорнии, но никогда не был чемпионом США по гимнастике.
Во время олимпиады Рот был безработным и, по слухам, забирал еду из Олимпийской деревни, чтобы поделиться с жившей в Восточном Голливуде жене и дочери. После церемонии награждения он отправился домой автостопом.
После Олимпиады, он получил работу в программе, которая являлась частью Нового курса Рузвельта. Джордж Рот работал в WPA, затем как геолог-чертежник в компании Shell в Лонг-Бич. Еще позже он получил степень бакалавра наук в области геологии и нефтяного машиностроения. С 1952 года он работал в качестве независимого консультанта, и нашел несколько нефтяных и газовых месторождений в Калифорнии.